# Bâtiments du Jesus College

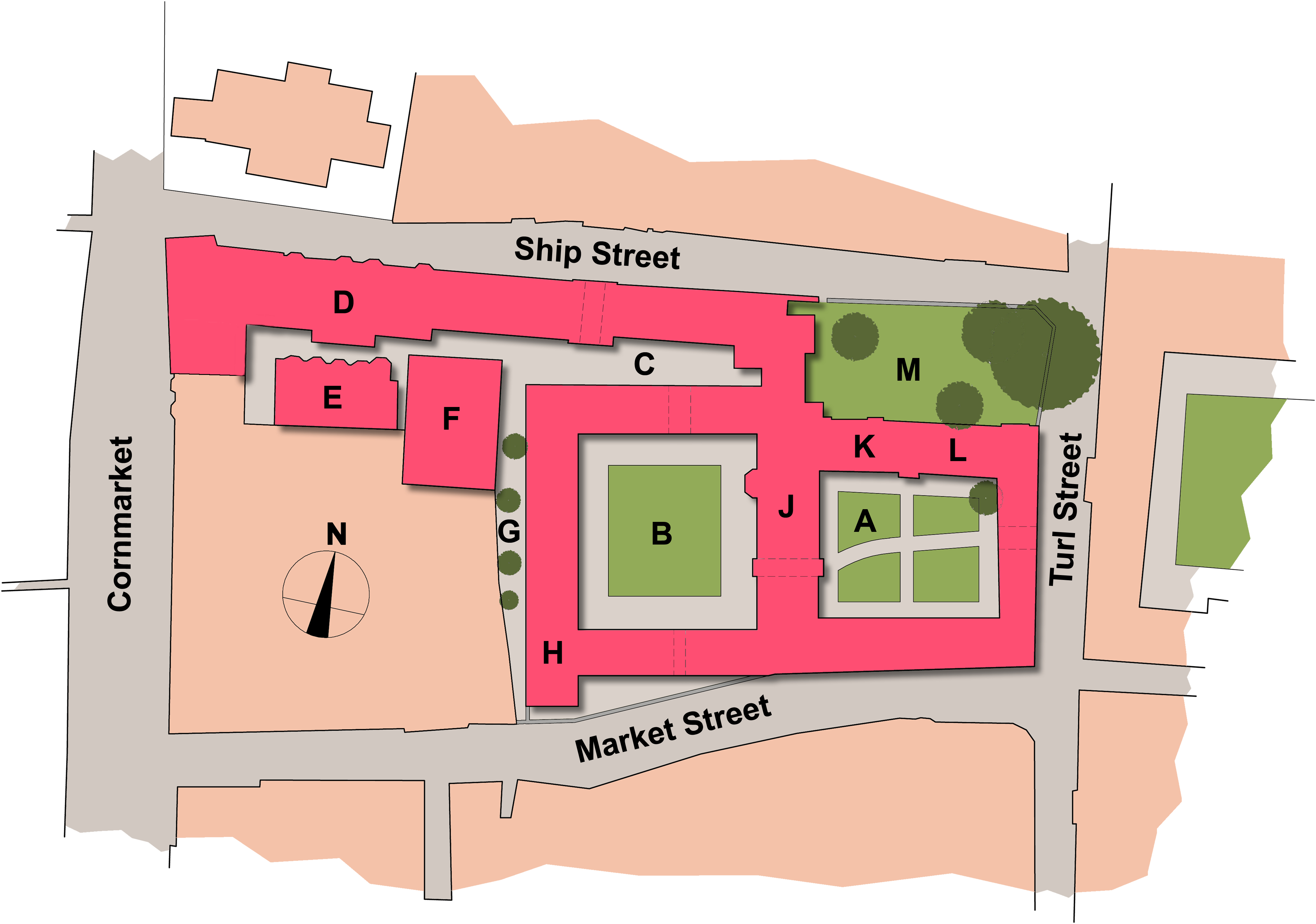
Plan des bâtiments du collèges sur le site principal.
A= Première cour carrée, B= Deuxième cour carrée, C= Troisième cour, D= Salle commune des juniors, E= Salle Habacuc, F= Bâtiment des anciens membres, G= Jardin des membres, H= Bibliothèque des membres, J= Hall, K= Logement du principal, L= Chapelle, M= Jardin du principal.

Les bâtiments du Jesus College, l'un des collèges de l'université d'Oxford, sont situés dans le centre de la ville entre Turl Street, Ship Street, Cornmarket Street et Market Street.
Le Jesus College est fondé en 1571 par la reine Élisabeth Ire d'Angleterre sur la requête d'un pasteur gallois, Hugh Price, trésorier de la cathédrale Saint-David.
La charte de fondation donne au Collège les terrains et bâtiments de White Hall, université qui avait connu un déclin du nombre d'étudiants. Price ajoute de nouveaux bâtiments à ceux de White Hall, les travaux de construction continuant après sa mort en 1574.
La première cour carrée, comprenant le hall, la chapelle et logis du principal, est achevée entre 1621 et 1630.
La construction de la deuxième cour carrée débute dans les années 1630, mais est interrompue par la guerre civile anglaise et n'est achevée que vers 1712. D'autres bâtiments sont érigés dans un troisième cour au cours du XXe siècle, dont les laboratoires de sciences (maintenant fermés), une bibliothèque pour les étudiants de premier cycle, et des hébergements supplémentaires pour les étudiants et membres.
Hors du site principal, le collège possède des appartements dans l'est et le nord d'Oxford et un terrain de sports.
La chapelle, consacrée en 1621 et agrandie en 1636, a été largement modifiée en 1864 sous la supervision de l'architecte George Edmund Street. Ces modifications ont eu des détracteurs, un historien du collège (Ernest Hardy, principal de 1921 à 1925) a décrit les travaux comme «irréfléchis». Dans le hall, le plafond originel a été caché par un plafond de plâtre en 1741 lorsque des chambres ont été installées dans les combles.
Le logis du principal, dernier élément de la première cour carrée à être construit, contient des lambris en bois du début du XVIIe siècle.
La bibliothèque des membres, dans la deuxième cour carrée, date de 1679 et contient 11 000 livres anciens, elle a été restaurée pour un coût de 700 000 £ en 2007.

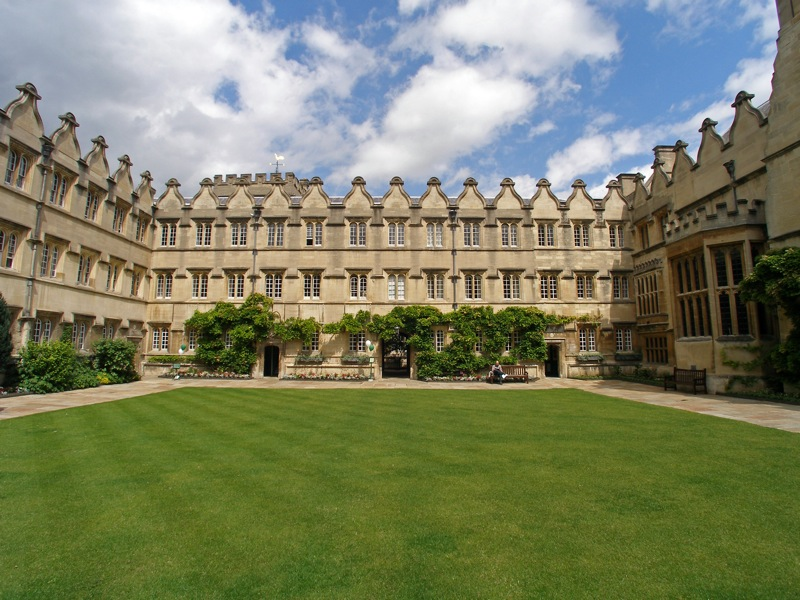
La deuxième cour carrée (construite entre 1640 et 1712), du Jesus College avec l'oriel du hall à droite.

Une nouvelle Salle commune des juniors, deux fois plus grande que l'ancienne, est achevée dans la troisième cour en 2002, et un projet de construction de 7,3 millions de £, face au collège, devrait être achevé en juin 2010.
Onze bâtiments du collège sont monuments classés, dont les quatre côtés des deux cours carrées. Neuf bâtiments, dont la chapelle, le hall et le logement du principal, sont dans la plus haute catégorie, accordée aux bâtiments d'intérêt exceptionnel. Deux autres constructions (un mur extérieur et un ajout du début du XXe siècle situé dans la troisième cour) ont une désignation de la classe II, donné à des bâtiments d'importance nationale et d'intérêt spécial.
L'historien de l'architecture Nikolaus Pevsner décrit la première cour carrée comme « petite et jolie », et le retable derrière l'autel de la chapelle comme « très beau » ; Il est cependant très critique à propos du bâtiment des anciens membres dans la troisième cour carrée, ouvert en 1971, le décrivant comme un « dessein maniéré et à la mode ».
L'historien John Julius Norwich indique que la première cour carrée a « un charme singulier », tandis que la seconde donne « un fort sentiment d'unité en raison de la succession incessante de pignons légèrement ogivaux ». Le poète John Betjeman souligne la planification claire des deux premières cours, associée à la relation entre leur taille et la hauteur des bâtiments autour d'eux, « faire ce qui serait de banals bâtiments jugés sur leur détail, en quelque chose de distingué ». Toutefois, il considère que les ajouts du XXe siècle dans la troisième cour comme « sans intérêt ».

## Organisation

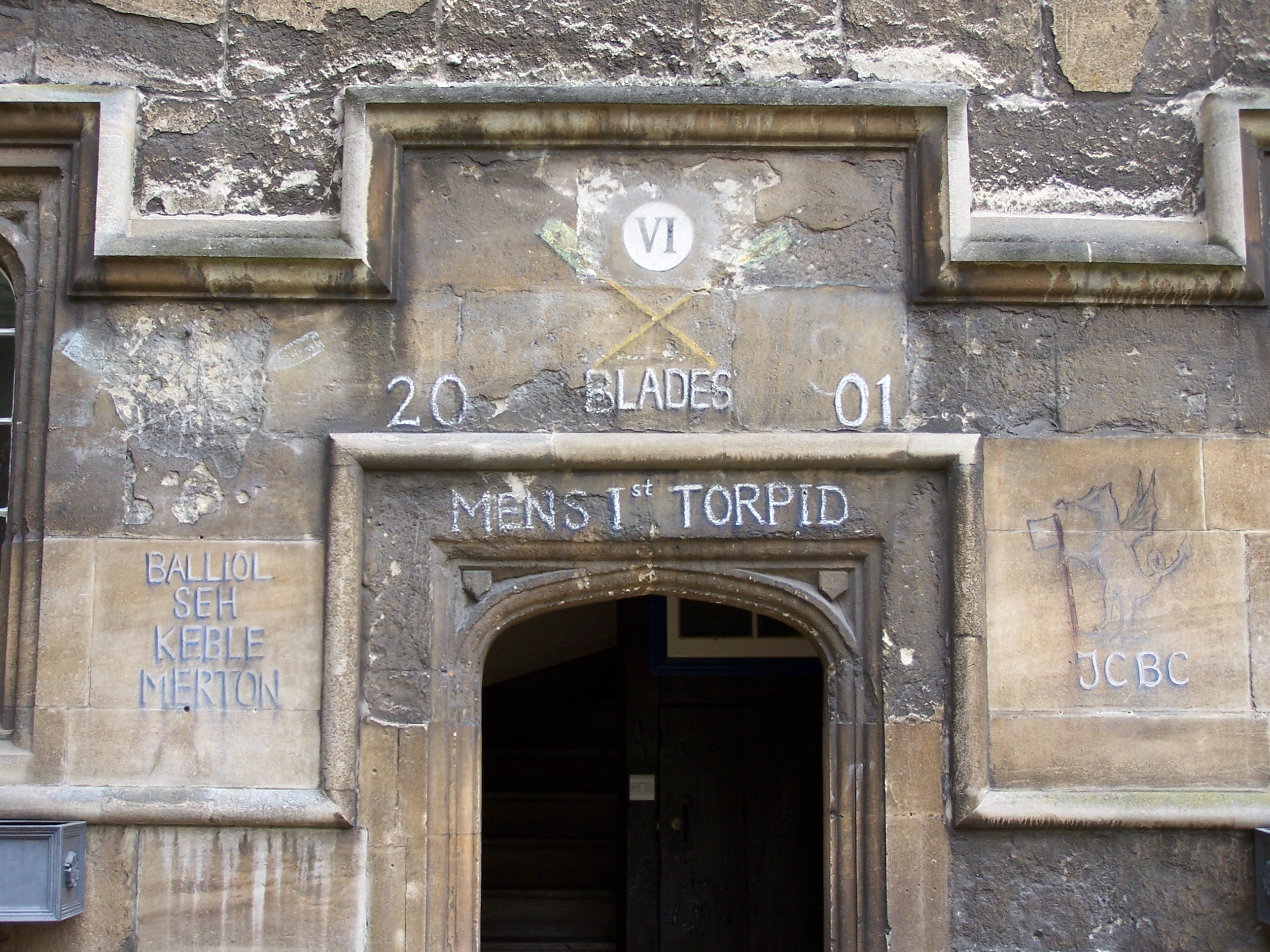
L'entrée de l'escalier, dans la deuxième cour ; le graffiti célèbre le succès du Jesus College Boat Club, club nautique du collège dans la Torpids, une des deux courses annuelles d'aviron d'Oxford.

Les bâtiments du collège sur le site principal sont répartis en trois cours, la première cour contenant les bâtiments les plus anciens du collège et la troisième les plus récents.
Comme c'est souvent le cas dans les collèges d'Oxford, les chambres des anciens bâtiments sont reliées aux cours par une série d'escaliers, plutôt que par des couloirs les desservants toutes.
Les escaliers sont numérotés (parfois en utilisant des chiffres romains). Les escaliers 1 à 5 dans la première cour, les escaliers 6 à 13 dans la deuxième cour, et les escaliers de 14 à 21 dans la troisième cour.
Les marches de l'escalier 3 sont remplacés par des marches de pierre en 1878, faisant ce qu'un historien du collège (JNL Baker, étudiant au collège de 1939 à 1971), qualifie de « précédent fâcheux », puisque le motif « moche » de l'escalier 3 est adopté quand des réparations sont effectuées dans l'escalier 13 après un incendie en 1882.

## Fondation et bâtiments en 1571

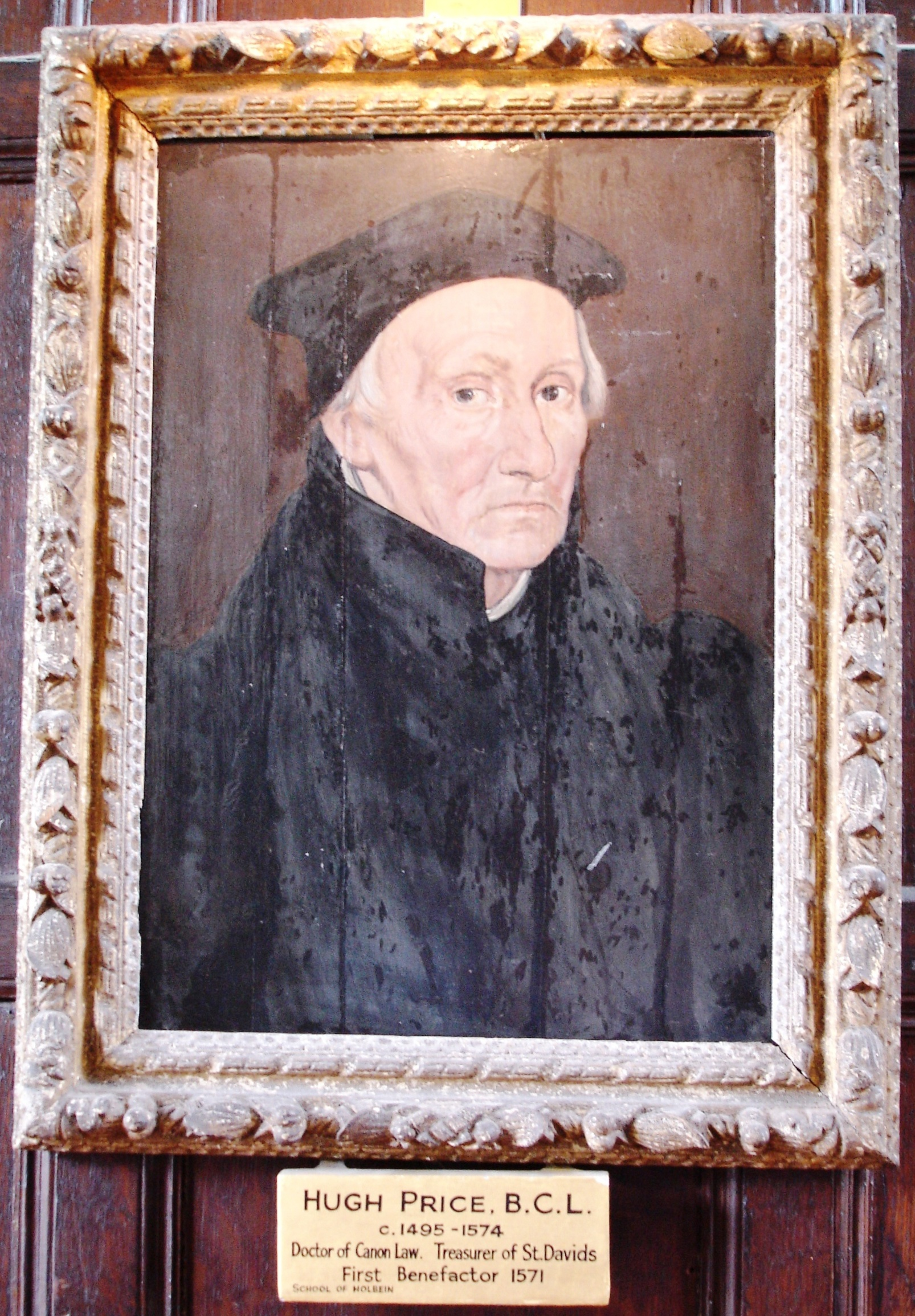
Le portrait de Hugh Price, fondateur du collège, installé dans le hall

La charte de fondation du Collège, signée par Élisabeth Ire d'Angleterre le 27 juin 1571 sur la requête de Hugh Price (trésorier de la Cathédrale St David), donne au collège un terrain situé entre l'actuel Market Street (au sud) et Ship Street (au nord), qui fait toujours partie du site du collège. La charte donne également les bâtiments de White Hall, l'une des nombreuses résidences du lieu.
Les résidences comme White Hall fournissaient un logement et des repas pour les étudiants de l'université et parfois des conférences et des cours. Avec la progression du système des collèges, la popularité des résidences déclinent, leurs sites et leurs bâtiments sont souvent repris par les collèges.
White Hall lui-même avait précédemment appartenu au Prieuré de Sainte Frideswide et remonte au XIIIe siècle, elle est décrite comme « un grand bâtiment avec une grande porte en pierre » et est parfois connue sous le nom Great White Hall. Au fil du temps, elle semble avoir absorbé les résidences voisines, dont Little White Hall sur Ship Street, vers 1450, qui fut pendant un temps la propriété de l'abbaye d'Osney. Cependant, en 1571, White Hall est presque entièrement désertée par les élèves, ce qui permet à Hugh Price d'obtenir le site pour le nouveau collège,.
Le collège paye un cens pour un terrain appartenant à Christ Church, fondée par le Prieuré de Sainte Frideswide. D'un montant initial de 26 shillings et 8 pence, il est ramené à 8 pence en 1631. Il est versé jusqu'en 1866.
Le collège a également acquis le site d'autres résidences dans les environs, dont Laurence Hall, ancienne possession du Lincoln College.

## Première cour

### Construction

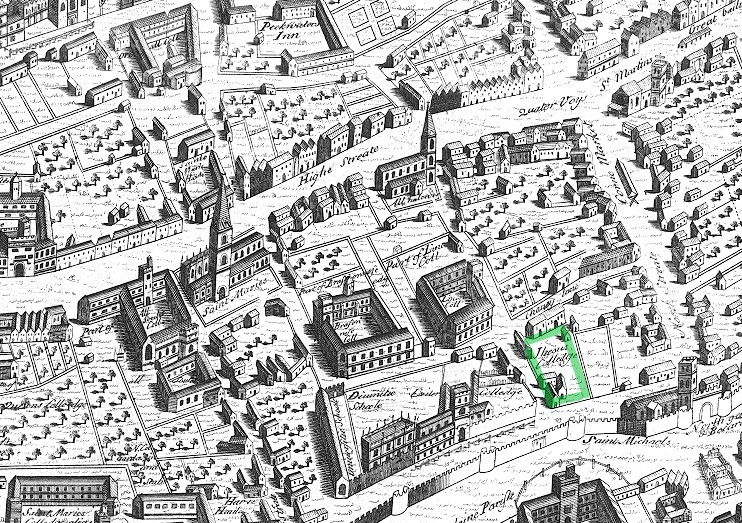
Une partie du plan d'Oxford de Ralph Agas (1578) (sud en bas), avec le collège (en surbrillance) près de la muraille de la ville

La première cour mesure 28,50 mètres sur 23 mètres, elle est plus petite que la deuxième cour. Les bâtiments qui l'entourent sont érigés par étapes entre 1571 et 1620 ; le logement du directeur étant le dernier construit.
Les constructions sont lentes car que le nouveau collège ne dispose pas des « donations généreuses » dont les collèges précédents ont bénéficié. Avant que les nouveaux bâtiments ne soient achevés, les étudiants vivent dans les anciens bâtiments de White Hall.
Entre 1571 et sa mort en 1574, Hugh Price dépense environ 1 500 £ pour la construction de bâtiments à deux étages. Selon la tradition du collège, enregistrée dans le premier livre des bienfaiteurs du collège au XVIIe siècle, Elizabeth I a donné « toutes sortes de bois de construction » venant des forêts de Shotover et Stow Wood pour les bâtiments érigés par Hugh Price.
Jusqu'aux derniers travaux de construction de Griffith Powell et de Sir Eubule Thelwall (directeurs respectivement de 1613 à 1620 et de 1621 à 1630), le site de collège se composait « d'un certain nombre de bâtiments plutôt petits, la plupart isolés sans rien de ressemblant à un aménagement de jardins ».
Le plan d'Oxford de Ralph Agas en 1578 montre l'étendue des bâtiments à cette époque. Laurence Hall est un « groupe isolé d'immeubles » au coin des rues Turl Street et Ship Street. L'entrée sur Turl Street apparait sur la carte ainsi qu'un bâtiment sur Turl Street du côté nord qui a peut-être été incorporé par une extension au début du XVIIe siècle, bien que la datation n'en soit pas certaine. Hugh Price est cependant crédité de la voûte d'entrée de la première cour.
Si, globalement, la structure des bâtiments construits par Hugh Price demeure, peu de son travail est visible, après les diverses modifications effectuées au cours des siècles. Néanmoins, ses bâtiments conservent « une grande partie de leur caractère original ».

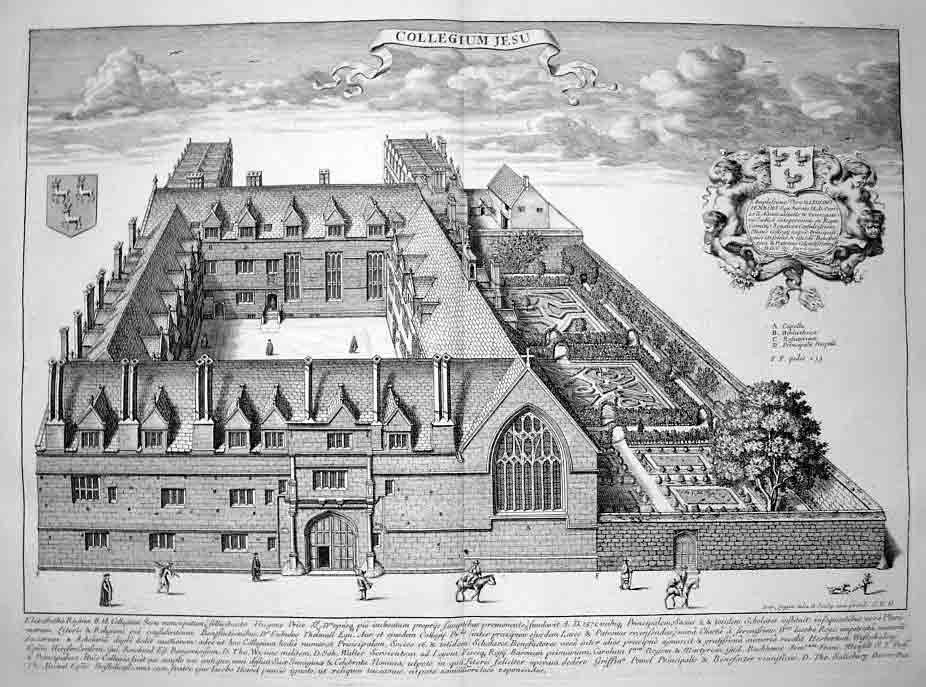
Une gravure de 1675 par David Loggan, montrant la façade du Collège sur Turl Street, avec, sur la droite, la chapelle attenante et les jardins du logis du Principal.

Certaines terres sur Ship Street à l'ouest du collège sont louées au Collège d'Exeter en 1590, et des travaux de construction supplémentaires ont lieu après la nomination de Griffith Powell comme directeur en 1613,.
Griffith Powell recueille des fonds auprès des donateurs à Oxford, à Londres et au pays de Galles, pour un montant de 838 £ 12 shillings 2 penny dans ce qui a été décrit comme « un système de collecte de fonds élaboré », dans un effort visant à attirer les dons des membres plus anciens du collège,.
Les vieux bâtiments de Great White Hall sont démolis vers 1620 et remplacés par une cuisine et un magasin,. Des travaux sont commencés pour la construction du hall et de la chapelle. Ils sont achevés après la mort de Griffith Powell en 1620.
Sir Eubule Thelwall devient principal en 1621 et récolte 465 £ 15 shillings 6 penny des donateurs. Il les utilise pour « parfaire les bâtiments des cours et l'ameublement de la bibliothèque ». Le collège a alors une cour complètement entourée de bâtiments, sauf pour un espace entre la chapelle et le hall utilisé plus tard pour la construction du logement du principal, érigé aux frais de Sir Eubule Thelwall. La bibliothèque (détruite par la suite) est à l'extérieur de la cour,.

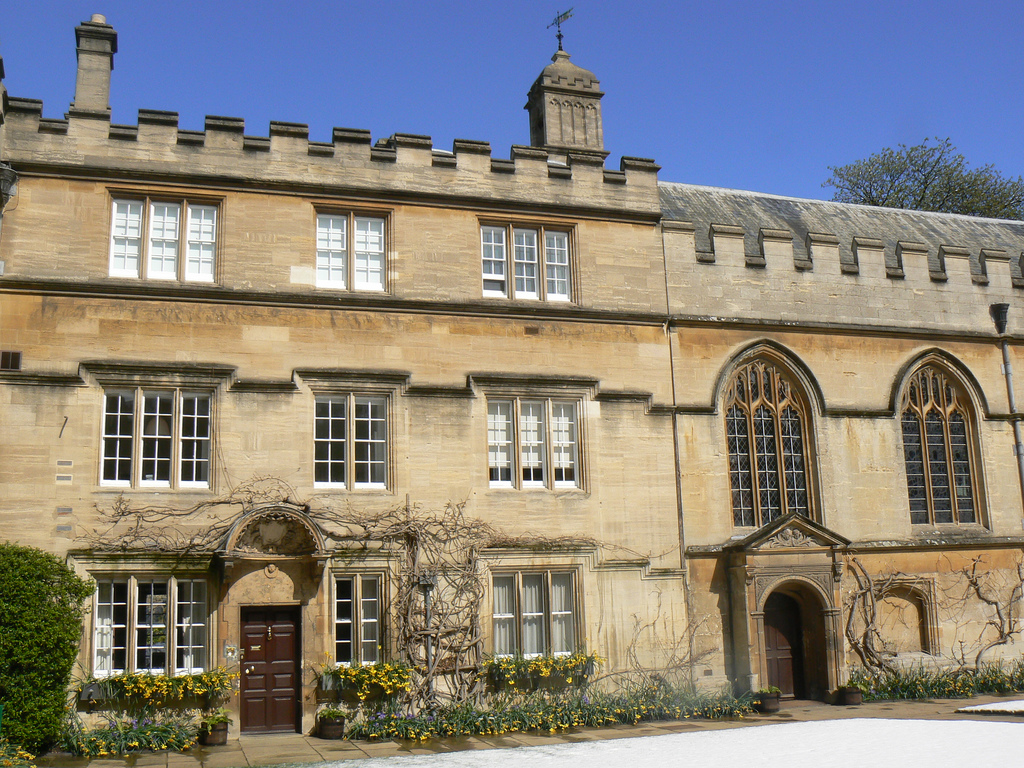
Le logis du principal (à gauche, construit en 1620) et la chapelle (à droite, achevée en 1621), avec l'entrée d'origine de la chapelle, maintenant condamnée.

Les murs du collège sont construits avec de la pierre locale. Les parties construites au cours du XVIIe siècle sont habillées avec de la pierre de Headington, matériau de construction commun à Oxford à l'époque.

### Les travaux ultérieurs
Autres travaux ont été effectués sur le côté est du collège, donnant sur Turl Street, en 1756 par Thomas Pardo (principal de 1727 à 1763).
Une nouvelle porte remplace la précédente de style élisabéthain et la façade du collège est refaite dans le style palladien - des fenêtres à guillotine sont installées à tous les niveaux et le pignon originel donnant sur Turl Street est supprimé.
De l'avis de Ernest Hardy, membre du collège qui a écrit une histoire du Collège en 1899 et principal de 1921 à 1925, cette « transformation complète » a donné au Collège une apparence « quelque peu incongrue ». Le résultat est également qualifié de « prison ».
Toutefois, un auteur de l'époque estime que les modifications ne sont pas allées assez loin. Thomas Warton, professeur de poésie, écrit une lettre sur l'architecture d'Oxford pour le « Jackson's Oxford Journal » en 1766. Il inclut des modifications de Pardo dans sa liste des améliorations, mais préconise le remplacement de la fenêtre de la chapelle par une autre de style différent.
« La façade du Jesus College, depuis quelques années, est allégée des Bronzes Antiques et embellie avec une ligne moderne Portico. Mais, humblement, je suis d'avis que la fenêtre Est de la chapelle est toujours ridicule avec ses Meneaux antiques et ses ramifications et n'est pas du tout en harmonie avec le reste. Par conséquent, je suggère humblement à sa place[sic], une spacieuse « fenêtre vénitienne ». »

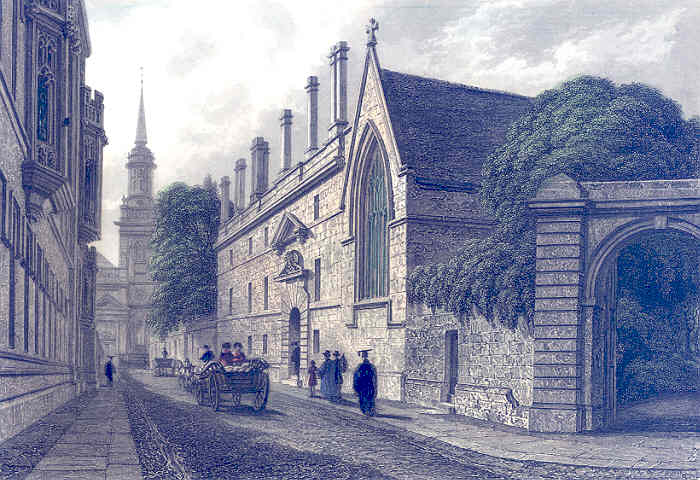
Les modifications de Thomas Pardo sont visibles sur cette gravure 1837.

Joseph Hoare (principal de 1768 à 1802) donne 200 £ entre 1791 et 1792 pour des réparations dans la première cour.
En 1815, les pignons d'origine de la première cour sont enlevés et remplacés par un troisième étage et un décor de créneaux,. Les murs de la chapelle sont surélevés et la plupart des fenêtres sont modifiées. Le collège est conseillé pour ces travaux par l'architecte John Nash qui ne demande pas de paiement mais que le collège accroche dans le hall un portrait de lui par Thomas Lawrence.

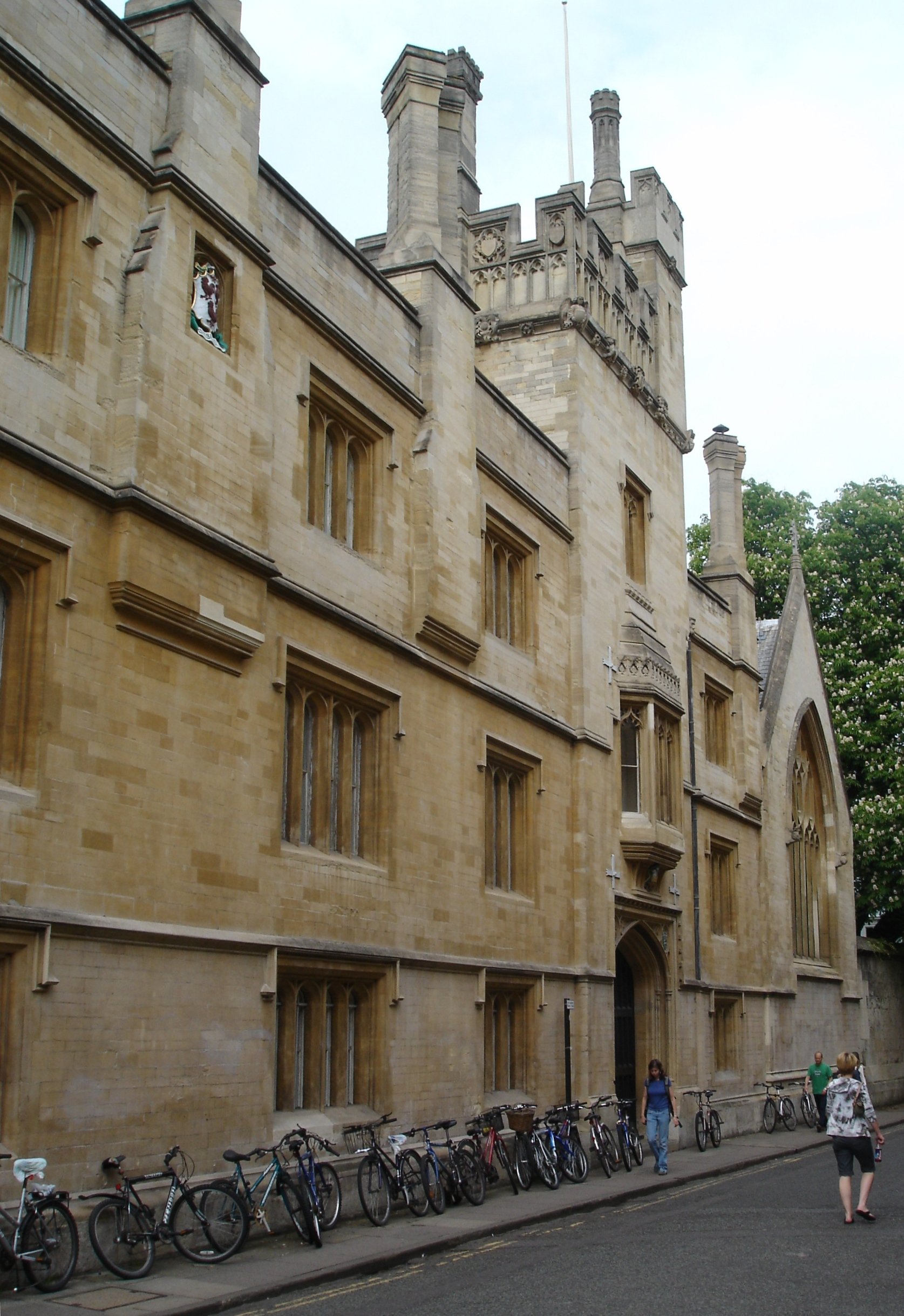
L'extérieur du collègue dans Turl Street, refait en pierre de Bath en 1856, avec à l'extrême droite, la fenêtre de la chapelle datant de 1636.

En 1853, sous la direction de John Chessell Buckler (architecte du collège de 1852 à 1882), la façade sud des bâtiments est restaurée ; l'extérieur des bâtiments sur Turl Street refait en pierre de Bath en 1856, la tour au-dessus de la porte est construite dans le même temps,,. Les changements apportées par Thomas Pardo au XVIIIe siècle sont enlevés.
Le coût total de ces travaux s'élève à 3 349 £.
The Gentleman's Magazine complimente John Buckler en 1856 de « résister aux courants » et suivre le style du XVe siècle.
Peter Howell, écrivain de l'architecture victorienne, fait référence au travail de Buckler comme « [fournissant] au Jesus College une nouvelle façade attrayante représentant le Beau Idéal d'un collège d'Oxford ».
Le poète John Betjeman décrit la façade du collège Collège d'Exeter sur Turl Street  comme « un bon spécimen » de travail de style néogothique.
En revanche, l'historien de l'architecture Geoffrey Tyack note que la rénovation est intervenue peu après que les deux autres collèges de Turl Street (Exeter et Lincoln) ont été rénovées et fait remarquer que le travail de Buckler, de Style néogothique, achève un processus par lequel les façades des collèges dans Turl Street ont acquis une homogénéité un peu froide qu'elles n'avaient jamais eu dans le passé ".
Les pierres de la façade sont nettoyées en 2000, lorsque la conciergerie de Turl Street est reconstruite, pour fournir de meilleurs locaux aux portiers, des boîtes aux lettres individuelles pour les étudiants, et une plus grande sécurité. Quatre parcelles de gazon sont ajoutés au centre de la cour, en 1896, traversées par des chemins en grès de Yorkstone, en remplacement du gravier présent depuis 1662.
Les quatre côtés de la cour sont classées Édifices d'un intérêt exceptionnel (le plus haut grade, pour les bâtiments d'une exceptionnelle importance et l'intérêt international) : les logements et la chapelle sur le côté nord,. La hall sur le côté ouest, et les bâtiments situés sur les côtés est et sud,.

### Chapelle

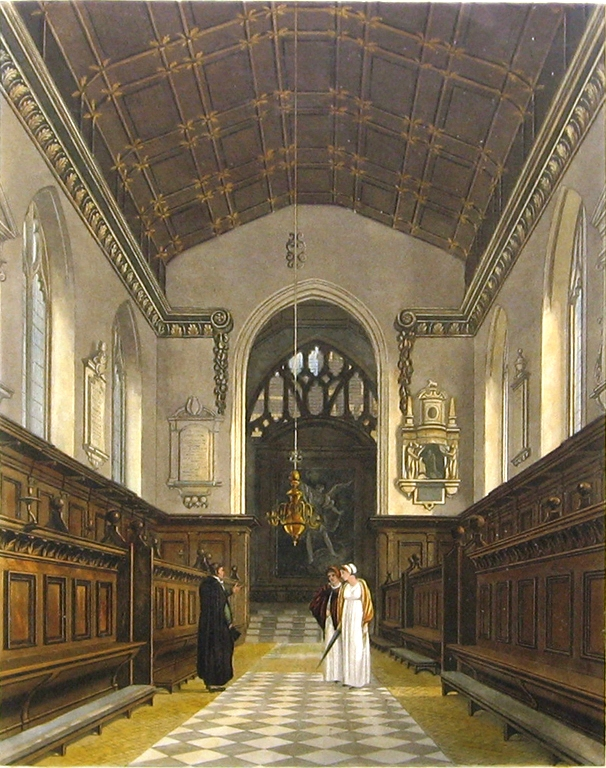
L'intérieur de la chapelle en 1814, avant les modifications du milieu du XIXe siècle.

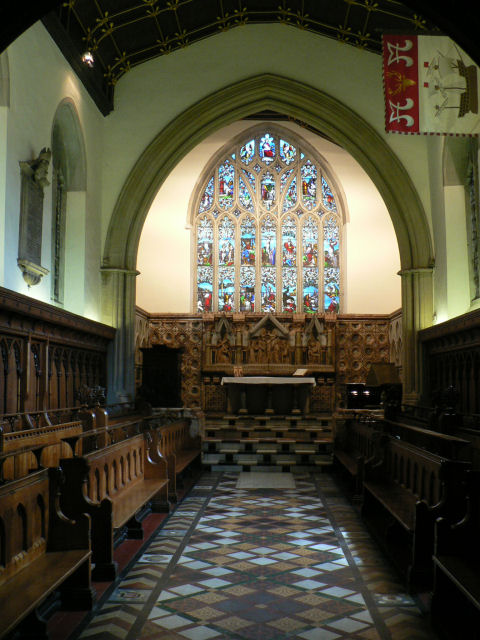
L'intérieur de la chapelle en 2006.

#### Construction et équipement
La construction de la chapelle commence alors que Griffith Powell est directeur (1613-1620). Elle est finie par Sir Eubule Thelwall (qui prend ses fonctions en 1621), l'évêque d'Oxford conduit la cérémonie de dédicace, le 28 mai 1621,.
Le portrait de Thelwall, accroché dans le hall, le montre tenant un rouleau portant la mention « Plan de la Chapelle du Jesus College, Oxford construite par Sir Eubule Thelwall », reflétant le fait qu'il est le principal bailleur de fonds pour la construction de la chapelle,.
Quatre vitraux de style gothique flamboyant donnent sur la cour. Des sièges sont ajoutés en 1633.
En 1636, la chapelle est agrandie jusqu'à Turl Street, le vitrail donnant sur l'est est ajouté et le vitrail précédent est converti en arche ; à l'autre extrémité, l'entrée est déplacée vers l'ouest,,. Le vitrail comporte sept sections principales et des traceries verticaux. L'historien de l'architecture Giles Worsley décrit le vitrail est de la chapelle comme un exemple d'architecture de style néogothique - l'architecture classique étant devenu « le seul style dans lequel il était respectable de bâtir ».
La chapelle est l'un des bâtiments des universités d'Oxford et de Cambridge de la première moitié du XVIIe siècle où le style gothique a délibérément été choisi de préférence au classique. Les autres exemples sont la chapelle du Lincoln College, les vitraux de la chapelle et le toit du Hall du Wadham College et la bibliothèque du St John's College à Cambridge.
L'artiste et historien de l'art Aymer Vallance, écrivant en 1908, indique que les vitraux de la chapelle du Jesus et du Wadham sont « presque aussi étonnants pour leur époque » que la « magnifique » voûte en éventail de 1640 à l'entrée du hall de Christ Church (Oxford), construite près trois cents ans après celle du cloître de la cathédrale de Gloucester.
La chapelle n'est pas universellement appréciée, l'antiquaire  et archiviste Rowley Lascelles écrit en 1821 que « si ce n'est qu'il a été construit par des contributions privées de la noblesse du pays de Galles, il serait cruel de « dire autre chose à ce sujet » ».
La chapelle mesure 16 mètres sur 6,7 mètres, alors que le chancel mesure 5 mètres sur 6,9 mètres.
Un marchand londonien, Lewis Roberts, a donné « quelques centaines de pierres de marbre blanc et noir… pour le pavage de la partie supérieure de la chapelle », selon Francis Mansell dans son inventaire de 1648. Il est difficile de savoir quand il a été posé, une partie est toujours en place mais il a été partiellement enlevé lors de la rénovation de 1864.
La chaire en chêne date du début du XVIIe siècle et est façonnée des panneaux rectangulaires. À l'extrémité ouest de la toiture se trouve un clocher ayant des ouvertures trilobées à l'ouest et à l'est et des panneaux décorés de trèfles sur les deux autres côtés. Il a été construit en 1915, en remplacement d'une ancienne tourelle de forme similaire.

Le tympan au-dessus de l'entrée de la chapelle

Le porche à l'entrée de la chapelle est déplacé à sa position actuelle lorsque la chapelle est agrandie en 1636. Les huisseries sont moulées comme le sont les sommets des colonnes. L'arche est divisé en segments, avec une rose dans la partie gauche du tympan et un chardon dans la partie droite. L'utilisation de la rose et du chardon (emblème respectivement de l'Angleterre et l'Écosse) date le porche du règne de Jacques Ier d'Angleterre, qui a utilisé ces fleurs dans ses armoiries après son accession au trône d'Angleterre en 1603.
Des supports moulés soutiennent l'entablement, dans lequel le fronton contient des palmes et des têtes de chérubin dans le tympan. L'inscription latine au-dessus du porche indique « ascendat oratio descendat Gratia »(la prière monte, la grâce descend),,. L'entrée originelle est condamnée lorsque la chapelle est agrandie et n'est redécouverte que lorsque la chapelle est restaurée en pierre de Bath en 1869,.
Jonathan Edwards (principal de 1686 à 1712) dépense 1 000 £ pour aménager l'intérieur de la chapelle, en particulier dans le chancel (à l'extrémité est), mais aussi pour l'ajout d'un jubé séparant la partie principale de la chapelle du chœur (à l'extrémité ouest) en 1693.

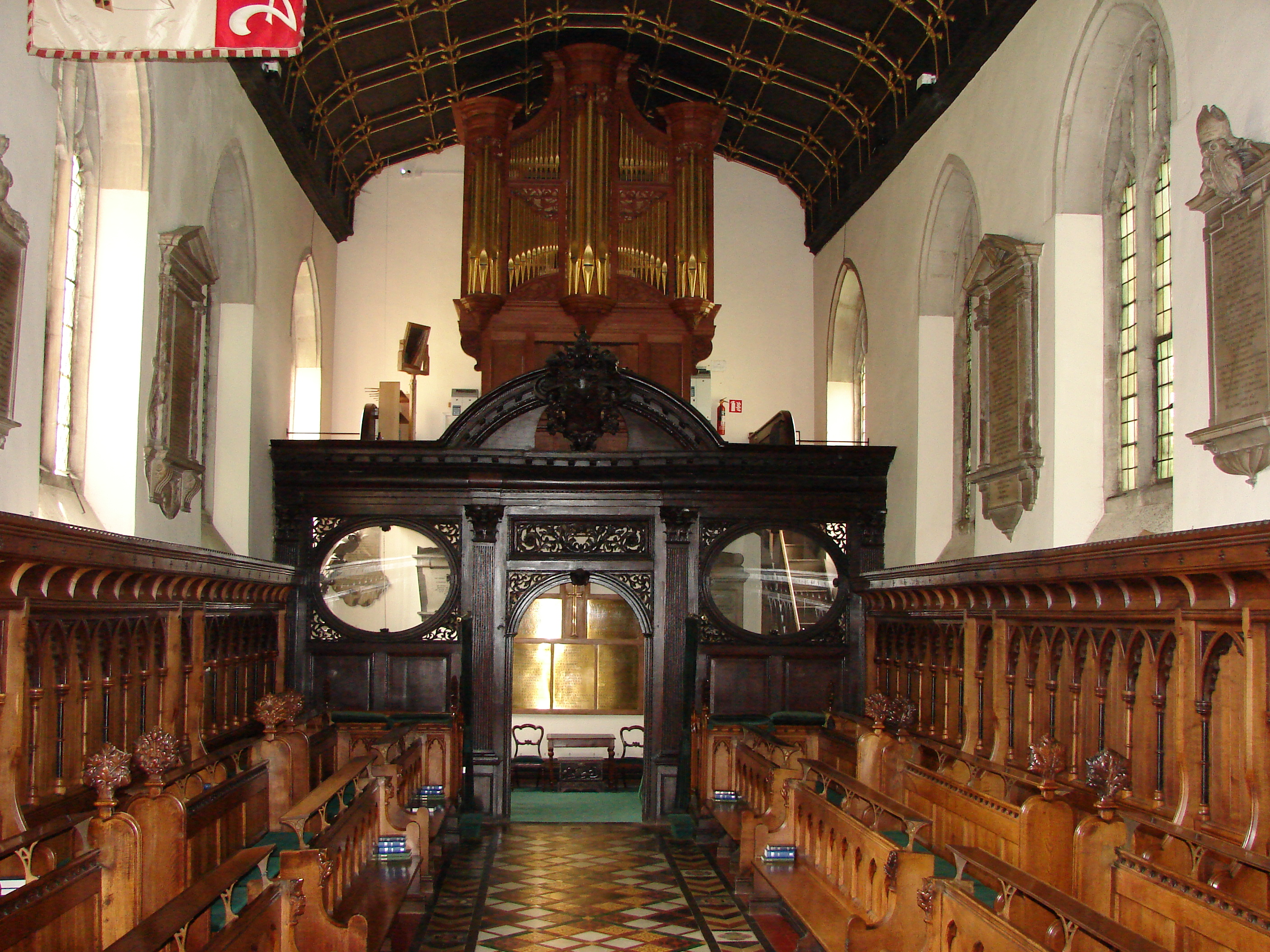
La chapelle en 2009 vers l'ouest, le jubé et l'orgue

Le jubé porte les armoiries de Sir Leoline Jenkins (principal 1661-1673). Jusqu'en 1899, il porte les armoiries de Sir Eubule Thelwall qui sont transférées au-dessus de la porte (où, dit un auteur, « ils ne peuvent guère être vu ») quand un orgue est installé dans l'antichambre de la chapelle en 1899 par J. J. Binns,. L'orgue actuel, du facteur d'orgues William Drake, est installé en 1994 en remplacement de l'orgue de Binns,.
Le jubé est ajouré d'ouvertures ovales - un exemple, déclare Pevsner, de « l'importance accordée à la sculpture ajourée » à la fin du XVIIe siècle. Après l'installation du jubé, il a peu de changement dans la chapelle jusqu'au milieu du XIXe siècle, sauf pour certains dons comme un pupitre de cuivre et deux chandeliers d'argent.

#### Mémoriaux
La chapelle abrite des mémoriaux de plusieurs anciens directeurs : Sir Leoline Jenkins (enterré dans la chapelle), William Jones, Jonathan Edwards, Thomas Pardo, Joseph Hoare, Henry Foulkes, Charles Williams et Hugo Harper. Ceux de Sir Eubule Thelwell et Francis Mansell sont sur le mur nord du chœur,.
Il y a également des vitraux peints à la mémoire de Thomas Llewellyn (par Charles Kempe), de Charles Williams (par Clayton et Bell), de Samuel Morris, une victime du naufrage du HMS Eurydice (1843) en 1878 (par Lavers, Barraud et Westlake), et de Lewis Gilbertson,.
La bannière de l'Ordre de la Jarretière de Harold Wilson (étudiant au collège dans les années 1930 et deux fois Premier ministre du Royaume-Uni) pend sur le mur sud, il a été donné par sa veuve après sa mort en 1995.
Le buste de Thomas Edward Lawrence (plus connu sous le nom de « Lawrence d'Arabie ») par le sculpteur Eric Kennington est une copie de celui de la Cathédrale Saint-Paul de Londres. Lawrence est un étudiant diplômé en 1910.

### Logement du principal

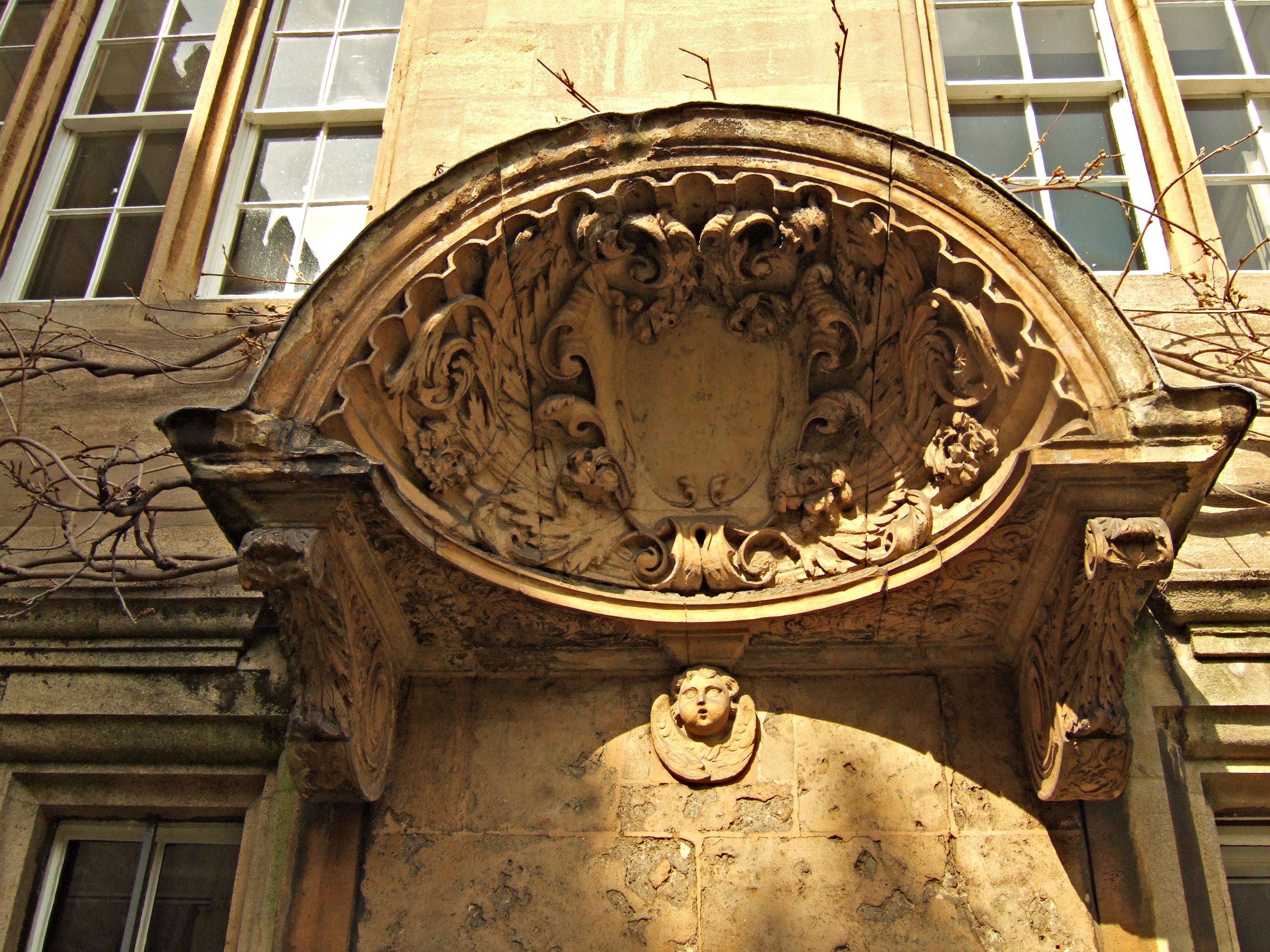
Le fronton (ajouté vers 1700) au-dessus de la porte du logement.

Le principal du collège réside dans un logement, classé Grade I des monuments historiques, situé sur le côté nord de la première cour entre la chapelle (à l'est) et le hall (à l'ouest).
C'est le dernier bâtiment de la première cour à être construit. Sir Eubule Thelwall, principal de 1621 à 1630, construit le logement à ses frais, afin d'installer (selon les termes de l'antiquaire Anthony Wood) : « Une très belle salle à manger ornée de boiseries curieusement gravées ». Tyack déclare que « les lambris de bois sculptés des pièces principales [fixent] un nouveau standard de luxe pour les chefs des collèges ». Pevsner remarque que les boiseries, comprenant des ovales placés verticalement sur trois niveaux, « ont une allure à la fois digne et magnifique »,.
Le fronton au-dessus de la porte (que Pevsner et Casson qualifient de « magnifique »), est ajouté entre 1670 et 1740 ; Pevsner le fait remonter à 1700,. Il est richement sculpté avec, à l'intérieur, un cartouche décoré et une tête de chérubin dessous.
Les pignons d'origine du logement sont supprimés et remplacés par des créneaux entre 1733 et 1740.
John Nash dessine des plans pour modifier le logement en 1802. Ses plans ne sont pas utilisés immédiatement (bien que d'autres travaux soient réalisés à cette époque), mais ils sont partiellement mis en œuvre en 1884 quand l'aile nord est ajoutée en pierre de Milton,,.
Un oriel, donnant sur la deuxième cour, est également ajouté en 1884 sur la partie ouest du logement. Une grande partie des logements sont refaits entre 1927 et 1935, en pierre de Clipsham en remplacement de la pierre originale d'Headington,,.

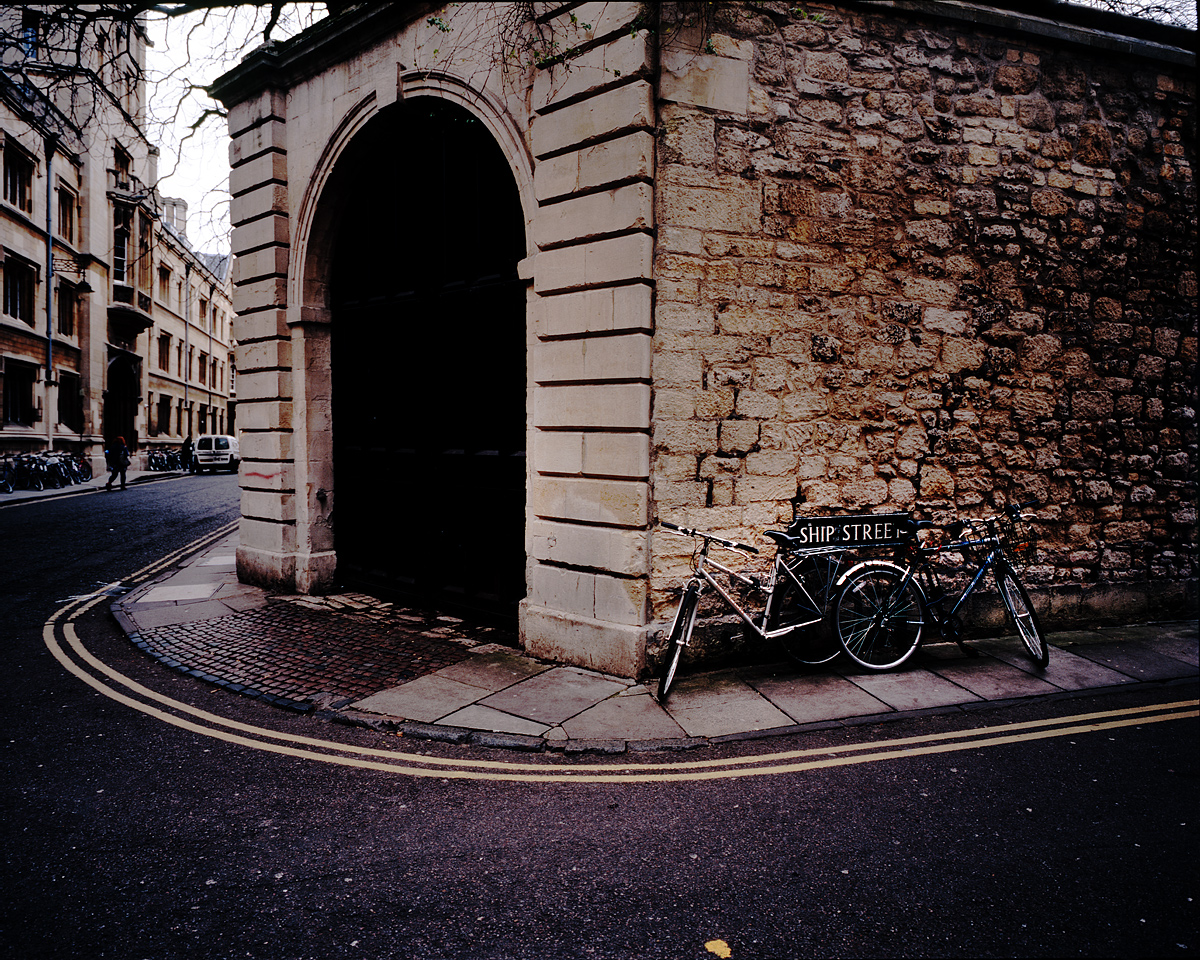
La porte au coin de Turl Street et Ship Street (1826)

En 1654, alors que Michael Roberts (en) est principal, le livre de compte du collège enregistre un paiement pour la construction d'un jeu de balle installé à l'ouest du jardin du principal, entre les latrines, les écuries et le mur du jardin. Jeux de balle, de boules et bosquets sont souvent ajoutés dans l'enceinte des collèges au cours du XVIIe siècle afin que les étudiants s'amusent sous le regard vigilant de leurs professeurs, plutôt que de se livrer à des activités interdites comme boire dans les cabarets. Le jardin et le jeu de balle sont sur la gravure du collège de David Loggan en 1675, qui montre un « jardin de plaisir attrayant ». En 1826, le jardin est rénové et une porte en pierre de Bath est installée au coin de Turl Street et Ship Street. La taille du jardin est réduite à l'extrémité ouest en 1884 pour l'extension des logements (construits à l'emplacement de l'ancien jeu de balle) et à l'extrémité est pour la construction d'un abri à vélos et d'un garage,.
Le mur d'enceinte qui part du nord de la chapelle, le long de Turl Street et Ship Street, au nord du jardin est classé (désignation donnée aux bâtiments d'importance nationale et d'intérêt spécial),.

### Hall

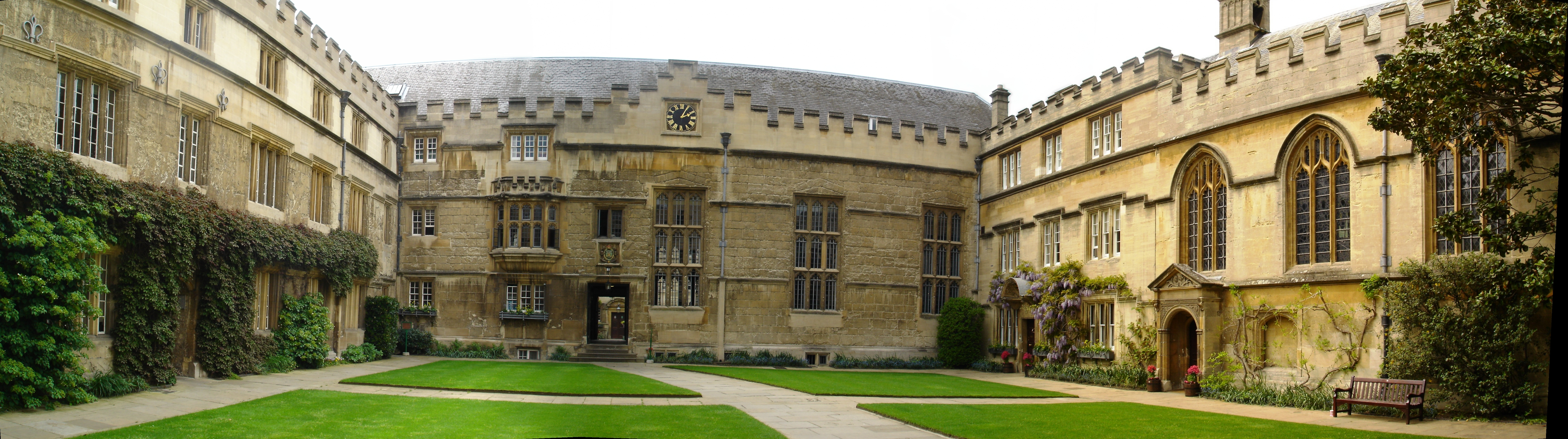
La première cour, avec le hall (au centre), le logement du principal et la chapelle (à droite)

Le hall, comme la chapelle, est en grande partie construit par Griffith Powell entre 1613 et 1620 et est finalement achevé peu de temps après sa mort en 1620. Les boiseries, trois tables et deux bancs, date de l'époque de Powell.
Il mesure 16 mètres sur 7,6 mètres et est un bâtiment classé Grade I,.
La cheminée a un foyer fermé, contrairement à la méthode traditionnelle de chauffage par brasero à foyer ouvert.
Un paravent est installé en 1634. Pevsner indique que le paravent est richement décorée de colonnes et a des dragons le long de la frise et dit que c'est l'un des premiers exemples à Oxford de panneaux utilisant quatre formes en « L » autour d'un centre,. Norwich décrit les dragons comme « plutôt aimable » et Tyack souligne les liens gallois du collège : le dragon rouge est l'un des symboles nationaux du pays de Galles.
Les marches de pierre menant de la première cour au hall sont ajoutées en 1637.
Au XVIIe siècle, des changements sont apportés à l'intérieur du hall. Des vitraux avec différentes armoiries sont enlevés et un oriel est ajouté sur le côté ouest. Pevsner commente « les fenêtres du hall sont différentes de tous les autres fenêtres gothiques du XVIIe siècle d'Oxford, à l'exception de la baie exactement contemporaine du hall d'Exeter.

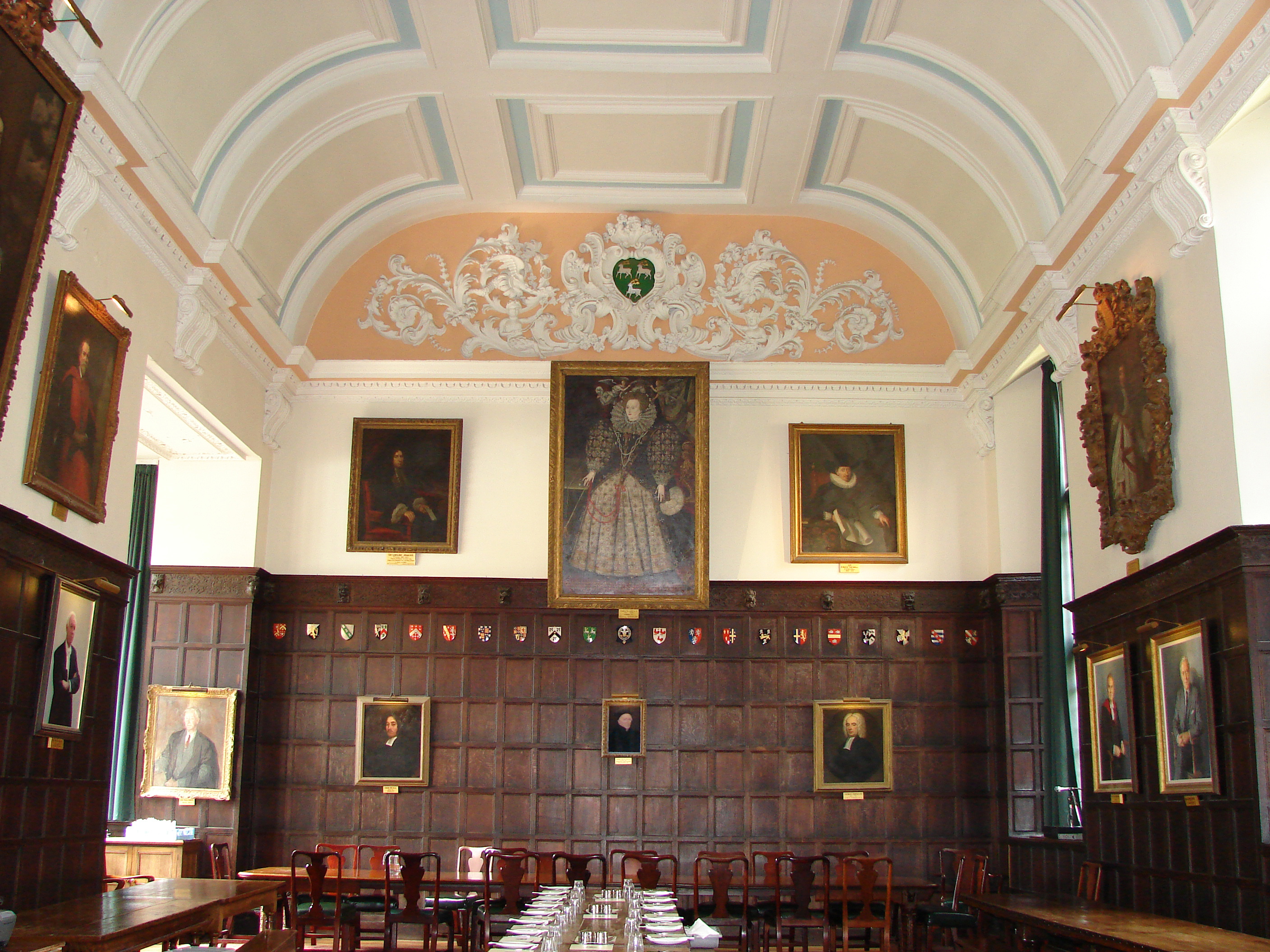
Le hall, construit entre 1613 et 1621 avec un plafond de plâtre blanc ajouté en 1741

En 1741 et 1742, un montant total de 423 £ est consacré au hall, comprenant le coût de recouvrement des poutres en chêne du toit avec du plâtre et la transformation en chambres des combles du toit d'origine,. Écrivant en 1891, Llewellyn Thomas remarque que le toit de plâtre est ajouté pour créer des salles dans les combles afin d'accroître le nombre de logements. Il exprime l'espoir que le hall pourrait bientôt retrouver ses proportions d'origine, à la suite de la création de chambres quelques années auparavant.
En 2003, les cloisons entre les chambres sont enlevées pour les transformer en salles d'enseignement et la rénovation permet à la partie supérieure du plafond aux poutres martelées du hall d'être vu de l'intérieur des salles.
Au début du XIXe siècle, les côtés Est et Ouest du hall sont crénelés et le toit reçoit de nouvelles ardoises.
Une horloge est installée sur le mur extérieur du hall en 1831 par le principal Henry Foulkes. Il est de tradition que les élèves lancent un bouchon de champagne sur la pendule à la fin des examens de fin d'études ; celui qui l'atteint est censé obtenir une mention honorifique.
Le 4 décembre 1913, un vaste incendie menace de détruire le hall avant d'être maîtrisé.  Lors de la reconstruction qui suivit, une galerie est ajoutée à la salle, avec une balustrade rejoignant le paravent de 1634.
La salle contient un portrait d'Elizabeth I, ainsi que des portraits d'anciens directeurs et des bienfaiteurs, dont les portraits de deux rois bienfaiteurs du collège : Charles Ier (par Antoine van Dyck) et Charles II (par Sir Peter Lely).
Le hall du Jesus College est « le plus impressionnant de tous les halls des collèges d'Oxford », avec ses « beaux lambris, son plafond austère, et ses peintures remarquables ».